# Ламберт I (Сполето)
Ламберт I (на италиански: Lamberto II di Spoleto, * пр. 830, † 880 в Капуа) от род Гвидони, e два пъти херцог и маркграф на Сполето (dux et marchio) от 859 до 871 г. и от 876 г. до смъртта си.

## Биография
Ламберт е най-големият син на Видо I (Гвидо I) от Сполето и Итта, дъщеря на принц Сико от Беневенто. Брат е на Гуидо Сполетски († декември 894), херцог на Сполето, крал на Италия (889), император (891), и на Ротхилда (∞ пр. 875 за Адалберт I, маркграф на Тусция, † 884).
Ламберт се жени за Юдит, дъщеря на Еберхард от Фриули.
През 859 г. той наследява баща си като херцог на Сполето. През 871 г. Ламберт I е наследен в Сполето от Супо II (III). През 876 г. Карл II Плешиви сменя херцог Супо II (III) и поставя Ламберт I за херцог.
Ламберт I умира през 880 г. и е наследен от сина си Гуидо II Сполетски († ок. 883).